# L'Ouvrier de la nuit
L'Ouvrier de la nuit est le premier roman publié de l'écrivain Bernard Clavel, paru en 1956 aux éditions Julliard puis en livre de poche comme la plupart de ses romans. Il a également été réédité chez Robert Laffont en 1971 sous le titre Jura.
Bernard Clavel vécut à Vernaison, petite cité située le long du Rhône au sud de Lyon de 1945 à 1957 où il écrivit en particulier ses trois premiers romans : L’Ouvrier de la nuit, Pirates du Rhône et Qui m'emporte, plus connu sous le titre que porte le film Le Tonnerre de Dieu.
De cette période, il nous donne ce témoignage : « Je revois Vernaison, les rives encore sauvages, la véranda où j’écrivais. Je revois mes enfants tout petits, sans gâteries ni vacances de soleil, car nous étions pauvres. Je revois ma femme tapant le manuscrit sur une antique machine prêtée par le menuisier du village, mon ami Vachon, qui croyait en moi. »

## Présentation

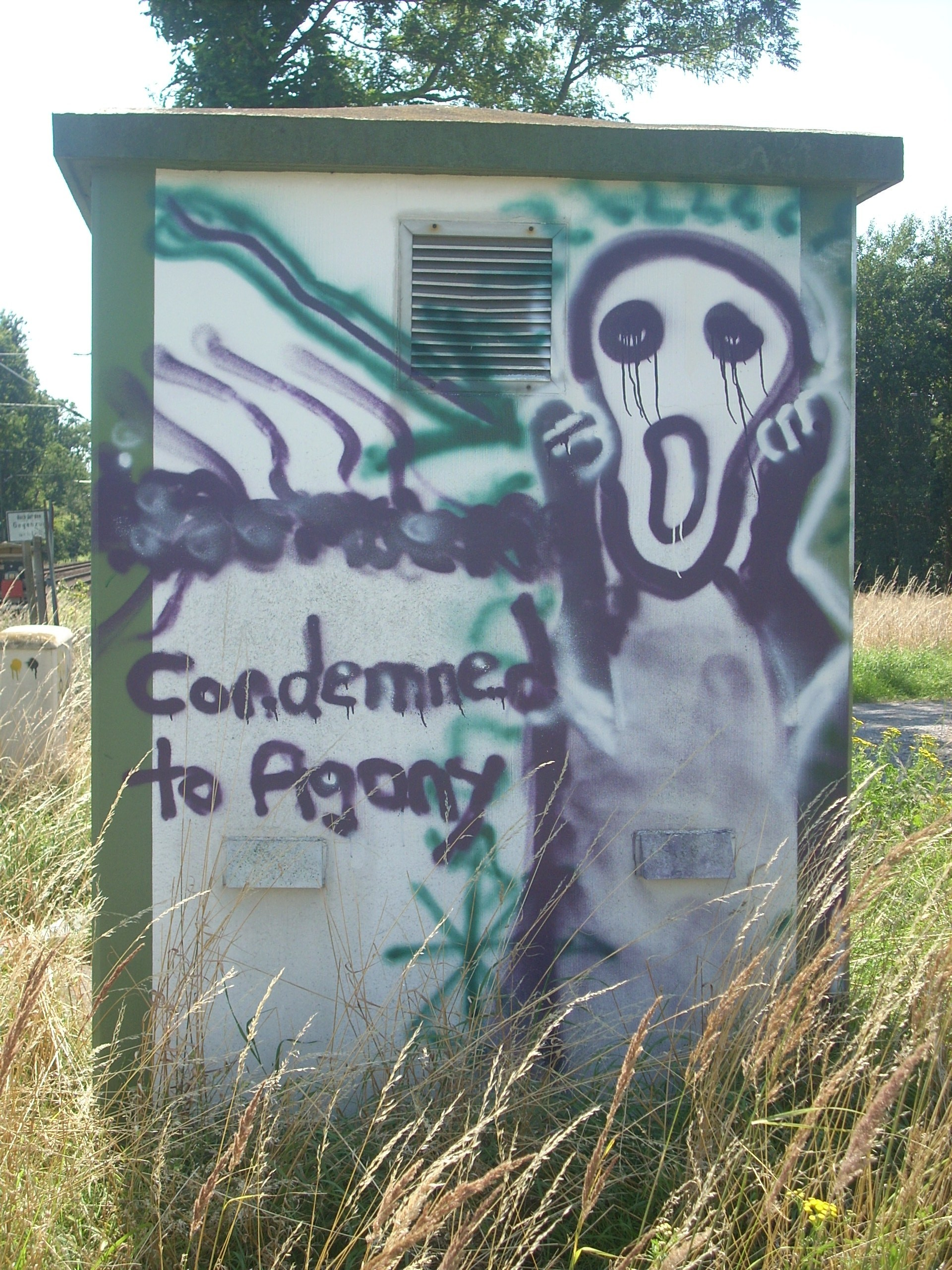
Graffiti sur Le Cri

En 1956, Clavel fait un voyage à Paris pour parler avec l'éditeur Julliard de son dernier roman qui s'appelait alors Vorgine C'est un nouvel échec. Il en reviendra ulcéré et chez lui à Vernaison, écrira en quelques jours et quelques nuits L'ouvrier de la nuit.
Comme Bernard Clavel l'a lui-même écrit : « Ce livre est un cri, jeté sur le papier en quelques jours et nuits de fièvre. » Le cri d'un homme qui a tout sacrifié pour sa passion et qui s'aperçoit qu'il ne peut plus supporter cette situation, non seulement pour lui-même mais surtout pour ceux qu'il aime. C'est un livre sur la passion et l'égoïsme sur laquelle elle repose.
Cette part de soi irréductible a pris une telle importance chez cet homme, qu'elle emporte tout et il faudra toute sa force pour que l'écrivain prenne assez de recul pour voir clair en lui avec une lucidité féroce. C'est également ce choix terrible, véritable alternative ontologique, de tout homme obligé d'arbitrer dans sa vie entre des chemins où il se sent attiré. 
Un choix se fait toujours au détriment d'autres choix.
N'y cherchez aucune projection personnelle, a aussi recommandé Bernard Clavel, parfois excédé qu'on recherchât à toute force dans son œuvre des connotations biographiques. Cet écrivain qui pousse ce cri immense, ce n'est pas lui, même s'il a emprunté à sa propre réalité des éléments factuels.
Pourtant, dans la biographie qu'il lui a consacrée, Michel Ragon écrit : « Son premier roman publié L'ouvrier de la nuit est tout entier fait de la soudaine révélation  qu'il s'est trompé. Les vraies valeurs, ce ne sont pas celles auxquelles il a sacrifié ses vieux parents, sa femme, son métier de pâtissier mais au contraire celles qu'il a reçues à la naissance et qu'il n'a pas su voir : l'accord avec la nature, la poétique du métier manuel, l'amour maternel, le langage simple et dru, la géographie jurassienne. »

## Résumé et contenu

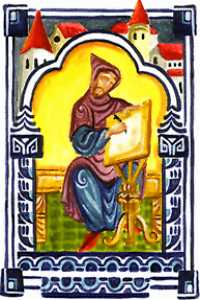
L'écrivain

C'est une confession, parfois écrite sous la forme de longs monologues, l'histoire d'un homme qui a tout sacrifié et qui en prend conscience un matin que rien pourtant ne distingue des autres. C'est l'écrivain qui parle, celui qui tout à la fois se projette et prend de la distance avec lui-même, celui qui assume avec une certaine forme de courage. Sur la première édition, on trouve ces mots sur la bande du livre : « L'ouvrier de la nuit ou le malheur d'être écrivain. »
Il est comme ces hommes que l'ambition aveugle : réussir à tout prix, devenir un grand artiste, quitte à sacrifier ce qu'il a de plus cher, l'affection de ses parents, le bonheur de sa femme et de ses enfants, tout ce qu'il a raté avec eux. Ce mot 'raté' lui fait peur, c'est ce qu'il ressent après un échec, il repense au temps irrémédiable qu'il a gaspillé, volé à l'amour et à l'amitié.
Sa confession sera totale. Il y a dans ce personnage qui n'occulte rien quelque chose de Jean-Baptiste Clamence ce héros d'Albert Camus qui lui aussi
fait le bilan de sa vie dans un long monologue qui court tout au long du livre.
S'il faut poursuivre ses rêves sans s'occuper des épisodes, il faut aussi penser que l'heure du bilan arrive toujours inéluctablement.
Pendant longtemps, Bernard Clavel interdira la réimpression de ce livre. Ce n'est qu'en 1971 qu'il accepta une nouvelle publication chez son éditeur Robert Laffont puis au Livre de poche. Dans la préface, il reconnaît que « c'est en effet un très grand malheur que d'être atteint par le virus indestructible de l'écriture. » Mais il avoue quand même qu'à la longue, « il arrive qu'il débouche sur un certain bonheur d'être écrivain. » Quand il revient s'établir dans le Jura en 1971, il écrira « De notre fenêtre, nous découvrons au loin le village où a grandi la Françoise de L'ouvrier de la nuit. »

## Commentaires
- Rat de biblio-net :  « Un cri du cœur excellent, passionnant, qui parfois nous révolte et nous enchante en même temps. Ainsi est fait l'homme. »

- Michel Ragon à Bernard Clavel :  « L'ouvrier de la nuit est peut-être (dans l'œuvre de Clavel) le livre que je préfère. »